# Mariana de Pineda Muñoz
Mariana de Pineda Muñoz (Granada, 1º settembre 1804 – Granada, 26 maggio 1831) è stata una rivoluzionaria spagnola divenuta un simbolo della lotta contro l'assolutismo di re Ferdinando VII.

## Biografia

### L'infanzia
Mariana era figlia naturale del capitano della marina reale Mariano de Pineda y Ramírez cavaliere di Calatrava e della sua giovane domestica María Dolores Muñoz y Bueno. Le leggi dell'epoca non consentivano il matrimonio tra persone di ceto così diverso e quindi i genitori non poterono regolarizzare l'unione. Pochi mesi dopo la nascita la madre fuggì con la bambina. Dopo la morte prematura del padre Mariana ne divenne l'erede universale e fu posta sotto la tutela di uno zio e successivamente data in adozione a José de Mesa e a Úrsula de la Presa, ricchi commercianti, che la accettarono come una figlia facendola educare nel prestigioso Colegio de Niñas Nobles di Granada. La giovane non riuscì mai a recuperare il patrimonio paterno.

### Attività cospirativa
La casa dei genitori adottivi era un centro di ritrovo dei liberali che cospiravano contro l'assolutismo di Ferdinando VII e Mariana vi conobbe Manuel Peralta y Valte, militare impegnato nella lotta contro il sovrano, e nell'ottobre 1819 lo sposò all'età di 15 anni.
Al suo ritorno sul trono dopo l'occupazione napoleonica Ferdinando VII di Spagna aveva soppresso la Costituzione di Cadice e restaurato il proprio potere assoluto. Nel gennaio 1820 un moto rivoluzionario lo obbligò a ripristinarla reintroducendo un governo costituzionale. Grazie all'intervento militare straniero il re riuscì a revocare nuovamente la costituzione nel 1823, dando inizio a un periodo di feroce repressione noto come decennio nefasto (Década Ominosa). Mentre si svolgevano questi eventi turbinosi Mariana, nel 1822 era rimasta vedova con due figli all'età di 18 anni.
Dopo la Seconda Restaurazione l'attività militante della giovane si intensificò: procurava passaporti falsi, manteneva corrispondenza sotto falso nome con i liberali espatriati a Gibilterra, manteneva contatti con i detenuti politici a cui dava assistenza quotidiana, raccoglieva informazioni. La polizia, nel corso di una perquisizione a casa sua, trovò elementi che dimostravano i suoi legami con gli espatriati.
Nel gennaio 1825 il sovrano affidò a Ramón Pedrosa y Andrade la funzione di Alcalde del Crimen a Granada, con il compito di coordinare la repressione. Il cerchio si strinse intorno a Mariana de Pineda, che comprese di essere attentamente sorvegliata.
Il punto di svolta si ebbe nel 1828. Si trovavano in carcere due parenti della giovane: il sacerdote Pedro García de la Serrana e il militare Fernando Álvarez de Sotomayor (quest'ultimo condannato a morte). Mariana de Pineda organizzò la fuga di Álvarez de Sotomayor dalla prigione, travestito da frate cappuccino, approfittando della presenza di numerosi religiosi che visitavano i condannati al patibolo nelle ultime ore di vita (la fuga romanzesca avrebbe in seguito ispirato Federico García Lorca nella stesura del suo dramma Mariana Pineda). La polizia, pur sospettandola, non aveva prove concrete per arrestarla.

### Arresto e condanna a morte

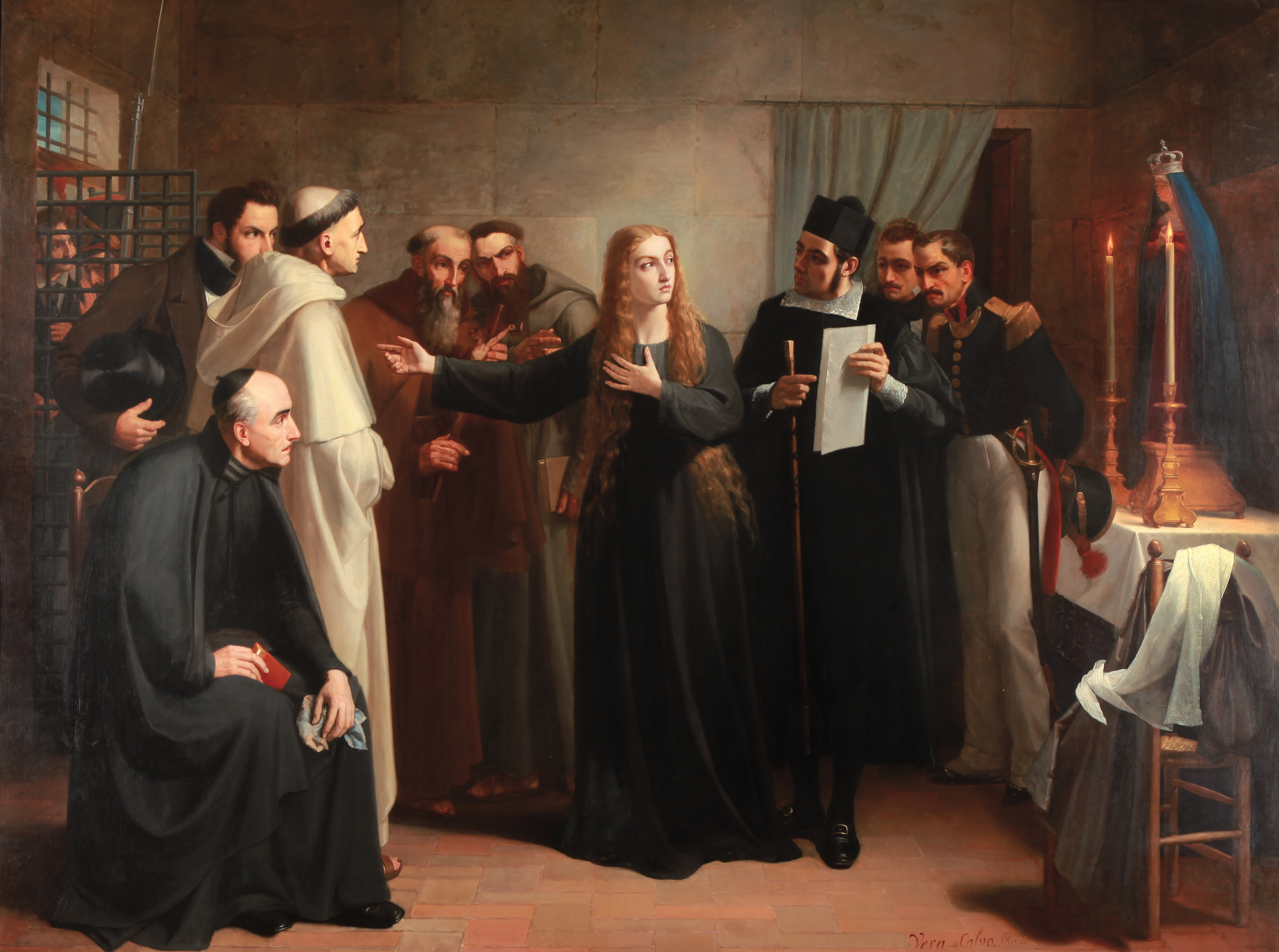
Mariana de Pineda nella cappella prima dell'esecuzione, quadro dipinto da Juan Antonio Vera Calvo (1862; Madrid, Palazzo delle Corti).

Nel 1831 Ramón Pedrosa y Andrade venne a sapere che la giovane aveva commissionato la realizzazione di una bandiera costituzionalista in previsione di un moto liberale che si preparava in città. La polizia obbligò le sarte a portare la bandiera (che recava sui bordi la scritta: "Libertà, Uguaglianza e Legge") a casa di Mariana de Pineda, in modo che potesse essere scoperta nel corso di una irruzione.
Dopo la scoperta della bandiera la giovane venne detenuta agli arresti domiciliari ma, a seguito di un fallito tentativo di fuga, venne trasferita nel carcere di Santa Maria Egiziaca. Alla detenuta venne applicato il decreto del 1º ottobre 1830 che comminava la pena di morte senza ulteriori formalità ai responsabili e complici di azioni sovversive. La legge permetteva di concedere l'Indulto al condannato se avesse denunciato i complici, ma Mariana de Pineda si rifiutò di tradire i propri compagni e, a 27 anni non ancora compiuti, venne giustiziata con la garrota.